# I don’t know why
「I don't know why」（アイ・ドント・ノー・ホワイ）は、CNBLUEの2枚目のシングル。2010年9月16日にAI Entertainment Inc.より発売された。

## 概要
タイトル曲「I don't know why」は、英語詞でヨンファが作詞・作曲・編曲を手掛けている。カップリング曲の「Lie」は、日本語詞でヨンファが日本語で歌っている部分が多い、ジョンヒョンが作曲を手掛ける。
ディスクジャケットには、4人の白黒画像が描かれている。

## 収録曲
1. I don't know why [3:44]
（作詞：ヨンファ　作曲：ヨンファ、リョウ　編曲：リョウ、ヨンファ）
2. Lie [3:49]
（作詞：CUL　作曲：ジョンヒョン、キム・ジェヤン　編曲：キム・ジェヤン）
3. I don't know why（instrumental） [3:45]
4. Lie（instrumental） [3:47]